# 성작 수건
성작 수건(聖爵手巾, purificatorium)은 주로 가톨릭교회의 전례에서 사용하는 기독교 전례용품이다.
아마포로 만든 작은 수건으로 경우에 따라 빨간색 실로 작은 십자가를 새긴다.
성작 수건은 성작 위에 걸치고 그 위에 성작 덮개를 덮어 주수상에 준비해 놓는다.
미사에서 성작 수건을 사용하는 경우는 다음과 같다. 1) 예물 준비 때에 봉헌 노래를 부르는 동안, 성작 수건은 성체포, 성작, 성반, 로마 미사 경본과 함께 제대 위에 펼쳐 놓는다.(로마 미사 경본 총지침, 21항 참조) 2) 제병을 담은 성반을 들고 예물 준비 기도를 바친 다음에, 성작에 포도주와 물을 붓고 필요하다면 성작 수건으로 닦는다. 3) 사제가 성작에서 성혈을 모신 다음 성작을 닦을 때 물 또는 물과 포도주를 부어 헹구에 마신 다음, 성작을 성작 수건으로 닦는다.(로마 미사 경본 총지침, 163항 참조)  4) 여러 공동 집전 사제들이 성작에서 성혈을 모실 때, 다음 사람을 위하여 성작 가장자리를 성작 수건으로 닦는다.  5) 공동 집전 사제들이 성체를 성혈에 적셔서 모실 때에 성체를 집어 한 부분을 성혈에 적신 다음 성작 수건을 턱 밑에 대고 적신 성체를 모신다.(로마 미사 경본 총지침, 249항 참조)  6) 성혈에서 직접적으로 신자들에게 영성체를 하게 한다면, 성체를 모신 다음 신자가 성작 봉사자 앞에 가서 서서 그가 그리스도의 피 하고 말하면 아멘 하고 대답한 다음 성작을 두 손으로 받아 입에 대고 조금 마신다. 그 다음 성작을 봉사자에게 돌려 주고 물러난다. 봉사자는 성작을 성작 수건으로 닦는다. 그러면 그 다음 신자가 성작에 다가온다.(로마 미사 경본 총지침 286항 참조)  7) 성체 분배를 마친 다음 사제는 손을 성작 수건에 닦는다.

## 같이 보기
- 성작
- 성반
- 성작 덮개